# Пирятинское ремонтно-транспортное предприятие
Пирятинское ремонтно-транспортное предприятие — предприятие в городе Пирятин Пирятинского района Полтавской области Украины, которое специализируется на техническом обслуживании и ремонте автомобильной и сельскохозяйственной техники.

## История

#### Машинно-тракторная станция (МТС)
Пирятинская районная машинно-тракторная станция была создана в райцентре Пирятин в соответствии с первым пятилетним планом развития народного хозяйства СССР и стала одним из первых крупных предприятий в городе и на территории Пирятинского района. Изначально в распоряжении МТС было всего 16 колёсных тракторов типа «Фордзон» и «Универсал», но затем их число было увеличено. Для подготовки кадров в Пирятине была открыта школа фабрично-заводского обучения, а при МТС проводились учебные занятия и курсы повышения квалификации для ремонтников и механизаторов.
Осенью 1934 года директором МТС стал А. И. Ковтун-Станкевич. Во второй половине 1930-х годов МТС вошла в число передовых. Так, в 1938 году участница стахановского движения трактористка Пирятинской МТС Мария Волик на тракторе У-2 вспахала 423 гектара, а шофёр Пирятинской МТС В. П. Катеринич наездил на грузовике ГАЗ-АА 300 тысяч километров без капитального ремонта.
В начале января 1941 года на областном совете механизаторов Полтавской области было утверждено решение о повсеместном распространении передового опыта В. П. Катеринича (к этому времени обеспечившего экономию в размере 42 тыс. рублей).
В июне 1941 года Пирятинская МТС имела 193 трактора, 25 комбайна, 47 молотилок и значительное количество иных сельскохозяйственных машин.
После начала Великой Отечественной войны часть техники МТС была передана в действующую армию. В дальнейшем, в связи с приближением к городу линии фронта работники МТС участвовали в уборке урожая и эвакуационных мероприятиях. В ходе немецких бомбардировок города в середине сентября 1941 года и немецкой оккупации города (18 сентября 1941 — 18 сентября 1943) предприятие пострадало, но в дальнейшем началось восстановление МТС.
Также, в 1943 году в Пирятине было создано автопредприятие, получившее несколько трофейных автомашин (в дальнейшем ставшее АТП-15343), а в 1946 году — автошкола (ремонт автомашин которых поначалу выполняла МТС).
После окончания войны, в соответствии с четвёртым пятилетним планом восстановления и развития народного хозяйства СССР количество техники МТС было увеличено, а оборудование — обновлено. В результате, к середине 1950-х годов МТС входила в число ведущих предприятий города и Пирятинского района.

#### Ремонтно-техническая станция (РТС)
В 1958 году  МТС была реорганизована в Пирятинскую ремонтно-техническую станцию (строительная техника перешла в распоряжение Пирятинской межхозяйственной строительной организации «Райагрострой» и созданной в 1961 году ПМК № 67).
В 1978 году РТС была переименована в Пирятинское районное производственное объединение по производственно-техническому обслуживанию сельского хозяйства (сокращённое название — Пирятинская райсельхозтехника).
В 1970е — 1980е годы автопарк предприятия насчитывал 130 автомашин, в её составе действовали гаражи, ремонтные мастерские, станция по обслуживанию животноводческих ферм, а также склады по торговле запчастями и сельхозтехникой.
В 1986 году райсельхозтехника была переименована в Пирятинское ремонтно-транспортное предприятие.
В целом, в советское время МТС входила в число ведущих предприятий города.
После провозглашения независимости Украины, в октябре 1992 года объекты производственного объединения «Полтаваагроспецмонтаж» и хозяйственной ассоциации «Облагропроммеханизация» на территории Полтавской области (в том числе, Пирятинское ремонтно-транспортное предприятие) были переданы в ведение администрации Полтавской области.
В мае 1995 года Кабинет министров Украины утвердил решение о приватизации Пирятинского ремонтно-транспортного предприятия. В дальнейшем, государственное предприятие было реорганизовано в открытое акционерное общество.